# رافائل باب وکسبرگ
رافائل متیو باب وکسبرگ (زاده ۱۷ اوت ۱۹۸۴ در سان ماتیو، کالیفرنیا) کمدین، نویسنده، تهیه‌کننده، کارگردان و بازیگر آمریکایی است. او به عنوان خالق و نمایشگر سریال کمدی انیمیشن نتفلیکس به نام بوجک هورسمن و انیمیشن سریالی انجام نشده شناخته می‌شود.

## مجموعه‌های تلویزیونی
| سال(ها)     | عنوان       | نقش                                 |
| ----------- | ----------- | ----------------------------------- |
| ۲۰۱۴–۲۰۲۰   | بوجک هورسمن | کارگردان، نویسنده، تهیه‌کننده اجرایی |
| ۲۰۱۹–تاکنون | توکا و برتی | نویسنده، تهیه‌کننده                  |
| ۲۰۱۹–تاکنون | انجام نشده  | سازنده، نویسنده، تهیه‌کننده اجرایی   |